# 中山恵美子
中山 恵美子（なかやま えみこ、1953年10月24日 - ）は、1970年代から1980年代にかけて活動した歌謡曲の歌手、DJ、作詞家である。

## 来歴・人物
東京都江東区深川出身。10歳の頃からTV、ラジオに出演。学業専念のため、一時休業。東京都立一橋高等学校入学後の高校生の時に歌手として再デビューを目指してレッスンを続け、高校3年生の時の1971年、ニッポン放送の番組『平凡アワー』のアシスタントに就任し、活動再開。1972年7月25日に徳間音工から「白い波をのこして」でデビュー。数多くのシングルとアルバムを発表した。「福寿草の詩」「幸せの朝」 はテレビドラマの主題曲としても用いられた。
1973年からラジオDJとしても活躍。とりわけ自曲「長いつきあい」(1974) をテーマソングにした、山野楽器提供のラジオの帯番組「エミ子の長いつきあい」は、TBSラジオ、HBCラジオ、ABCラジオにて放送され、「エミ長」（えみなが）の名で長く親しまれた。
1982年、同番組で、当時一風堂の見岳章との、突然の結婚引退を報告した。同じく歌手であり長くDJを務めた、児島由美の著作「タレントまであと一歩」にも、中山恵美子の結婚引退の話題が登場する。
引退直前には、東芝EMIから中山エミコの名でポップス調のアルバム『存在証明』を出し、花道を飾った。詞の提供は引退後も行っていた。
母の実家は栃木県にある。

## 出演番組
- エミ子の長いつきあい（ラジオ関東→TBSラジオ、HBCラジオ、ABCラジオ）
- エミコのフレンドリーナイト（TBSラジオ）
- 平凡アワー（ニッポン放送）
- 中山エミ子とミュージックデート（ニッポン放送）
- エミ子のちょっと違うんだな（HBCラジオ）

## ディスコグラフィ

### シングル
| #               | 発売日          | A/B面           | タイトル                     | 作詞            | 作曲            | 編曲            | 規格品番        |
| 中山恵美子 名義 | 中山恵美子 名義 | 中山恵美子 名義 | 中山恵美子 名義              | 中山恵美子 名義 | 中山恵美子 名義 | 中山恵美子 名義 | 中山恵美子 名義 |
| ミノルフォン    | ミノルフォン    | ミノルフォン    | ミノルフォン                 | ミノルフォン    | ミノルフォン    | ミノルフォン    | ミノルフォン    |
| --------------- | --------------- | --------------- | ---------------------------- | --------------- | --------------- | --------------- | --------------- |
| 1               | 1972年 7月      | A面             | 白い波をのこして             | 雨宮雄児        | 藤ひろかず      | 馬飼野俊一      | KA-434          |
| 1               | 1972年 7月      | B面             | 世の中をかえるもの           | 阿里あさみ      | 山路進一        | 山路進一        | KA-434          |
| 2               | 1973年 4月      | A面             | はだしのヨコハマ             | 西條直樹        | 山路進一        | 湯野カオル      | KA-451          |
| 2               | 1973年 4月      | B面             | もくれん                     | 有馬三恵子      | 山路進一        | 湯野カオル      | KA-451          |
| 3               | 1974年 4月      | A面             | 長いつきあい                 | 西條直樹        | 貴島哲          | 土持城夫        | KA-496          |
| 3               | 1974年 4月      | B面             | ちょっと違うんだなァ         | 水紀亜美        | 土持城夫        | 土持城夫        | KA-496          |
| 4               | 1974年 11月     | A面             | ジョージへの手紙             | 西條直樹        | 鈴木淳          | 京建輔          | KA-522          |
| 4               | 1974年 11月     | B面             | 避暑地の出来事               | 悠木圭子        | 鈴木淳          | 京建輔          | KA-522          |
| 5               | 1975年 4月      | A面             | マイ ホームタウン“ギンザ”    | 西條直樹        | 馬飼野康二      | 馬飼野康二      | KA-544          |
| 5               | 1975年 4月      | B面             | 北の伝説                     | 西條直樹        | 馬飼野康二      | 馬飼野康二      | KA-544          |
| 6               | 1975年 12月     | A面             | 夕ごはんはカレーにしましょう | 岡田冨美子      | 佐藤健          | 沢健一          | KA-578          |
| 6               | 1975年 12月     | B面             | ニュース速報                 | 岡田冨美子      | 佐藤健          | 佐藤健          | KA-578          |
| 7               | 1976年 7月      | A面             | 私はピアノ                   | 岡田冨美子      | 小六禮次郎      | 小六禮次郎      | KA-1009         |
| 7               | 1976年 7月      | B面             | 星ふる渚                     | 岡田冨美子      | 佐藤健          | 小六禮次郎      | KA-1009         |
| 東芝EMI         |                 |                 |                              |                 |                 |                 |                 |
| 8               | 1977年 4月5日   | A面             | とどかぬ青春                 | 橋本淳          | S.Levy H.Saban  | 高田弘          | TP-10186        |
| 8               | 1977年 4月5日   | B面             | 夢の世界で                   | 橋本淳          | S.Levy H.Saban  | 高田弘          | TP-10186        |
| 9               | 1977年 11月20日 | A面             | 北国は寒いだろう             | 鈴木道明        | 鈴木道明        | 高田弘          | TP-10337        |
| 9               | 1977年 11月20日 | B面             | 慕情のワルツ                 | 鈴木道明        | 鈴木道明        | 高田弘          | TP-10337        |
| 10              | 1978年 5月5日   | A面             | 夏の日の想い出               | 鈴木道明        | 鈴木道明        | 高田弘          | TP-10409        |
| 10              | 1978年 5月5日   | B面             | 長いつきあい                 | 西條直樹        | 貴島哲          | 高田弘          | TP-10409        |
| 11              | 1978年 10月5日  | A面             | 福寿草の詩                   | 竜真知子        | 馬飼野康二      | 馬飼野康二      | TP-10471        |
| 11              | 1978年 10月5日  | B面             | ぬくもりの部屋               | 竜真知子        | 馬飼野康二      | 馬飼野康二      | TP-10471        |
| 12              | 1979年 6月5日   | A面             | あきらめちゃった             | 葵ゆうじ        | 岩久茂          | 伊東鎮哉        | TP-10578        |
| 12              | 1979年 6月5日   | B面             | グラビアの海                 | 葵ゆうじ        | 岩久茂          | 伊東鎮哉        | TP-10578        |
| 13              | 1980年 8月21日  | A面             | 秋あざやかに                 | たきのえいじ    | たきのえいじ    | 青木望          | TP-17040        |
| 13              | 1980年 8月21日  | B面             | ロードショー                 | 岩沢律          | 前田保          | 青木望          | TP-17040        |
| 中山エミコ 名義 |                 |                 |                              |                 |                 |                 |                 |
| 14              | 1981年 5月21日  | A面             | 二人のシルエット             | 速水アキラ      | なかじまかおる  | 淡野保昌        | ETP-17167       |
| 14              | 1981年 5月21日  | B面             | ラストデート                 | 中山恵美子      | 中山恵美子      | 淡野保昌        | ETP-17167       |
| 15              | 1981年 10月21日 | A面             | Mr.ロンリー                  | 中山恵美子      | 中山恵美子      | 今剛            | ETP-17231       |
| 15              | 1981年 10月21日 | B面             | A MEMORY OF YOU              | りりィ          | 中山恵美子      | 今剛            | ETP-17231       |
| 16              | 1982年 2月21日  | A面             | アリバイテープ               | 中山恵美子      | 見岳章          | 今剛            | ETP-17287       |
| 16              | 1982年 2月21日  | B面             | ラストナイト                 | 結城まこと      | 中島薫          | 飛沢宏元        | ETP-17287       |
| 17              | 1982年 5月21日  | A面             | 幸せの朝                     | 結城まこと      | 中島薫          | 見岳章          | ETP-17348       |
| 17              | 1982年 5月21日  | B面             | Only Love                    | 中山恵美子      | 中山恵美子      | 見岳章          | ETP-17348       |

### アルバム

#### ベスト・アルバム
- エミ子の長いつきあい〜シングル・コレクション 1972〜1977（2012年1月25日／CDSOL-1473）
  - 徳間時代の全シングル、東芝時代のシングル2枚のAB面、アルバム『エミ子とおしゃべり』より3曲、ラジオ番組『エミ子の長いつきあい』のジングルを収録したベストCD。

### タイアップ曲
| 年     | 楽曲       | タイアップ                                           |
| ------ | ---------- | ---------------------------------------------------- |
| 1978年 | 福寿草の詩 | TBS系テレビドラマ「転落の詩集」主題歌                |
| 1982年 | 幸せの朝   | フジテレビ系テレビドラマ「笑顔泣き顔ふくれ顔」主題歌 |

## 詩集
- 両手いっぱいの虹
- 見あげれば愛の季節